# Liparetrus mimicus
Liparetrus mimicus är en skalbaggsart som beskrevs av Lea 1917. Liparetrus mimicus ingår i släktet Liparetrus och familjen Melolonthidae. Inga underarter finns listade i Catalogue of Life.